# Шиви-лез-Этувель
Шиви́-лез-Этуве́ль (фр. Chivy-lès-Étouvelles) — коммуна во Франции, находится в регионе Пикардия. Департамент коммуны — Эна. Входит в состав кантона Лан-2. Округ коммуны — Лан.
Код INSEE коммуны — 02191.

## Население
Население коммуны на 2010 год составляло 503 человека.
| 1962 | 1968 | 1975 | 1982 | 1990 | 1999 | 2010 |
| ---- | ---- | ---- | ---- | ---- | ---- | ---- |
| 217  | 446  | 479  | 472  | 515  | 542  | 503  |

## Экономика
В 2010 году среди 363 человек трудоспособного возраста (15—64 лет) 257 были экономически активными, 106 — неактивными (показатель активности — 70,8 %, в 1999 году было 68,4 %). Из 257 активных жителей работали 234 человека (124 мужчины и 110 женщин), безработных было 23 (10 мужчин и 13 женщин). Среди 106 неактивных 28 человек были учениками или студентами, 56 — пенсионерами, 22 были неактивными по другим причинам.